# الدهايمة
الدهايمة هي إحدى قرى مركز كفر سعد التابع لمحافظة دمياط بجمهورية مصر العربية.